# Juan Ignacio Sánchez
Juan Ignacio Sánchez (Bahía Blanca, 8 mei 1977) is een Argentijns voormalig basketballer.

## Carrière
Na gespeeld te hebben voor de Philadelphia 76ers, Atlanta Hawks, Panathinaikos (met wie hij de Euroleague 2001-02 wint, maar zonder een hoofdrol te spelen) en Detroit Pistons, maakt Sanchez de keuze die zijn carrière verandert, hij verhuist naar Etosa Alicante en belandt in de Spaanse competitie. Aan het einde van het seizoen 2003-04 wordt hij overgenomen door Sergio Scariolo's Club Baloncesto Málaga, die hem aan het hoofd van het Andalusische team zet; hij wint de Spaanse Liga Cup in zijn eerste jaar. Het daaropvolgende seizoen is magisch voor Unicaja en voor de speler zelf, die samen met Jorge Garbajosa en Daniel Santiago de hoofdrolspeler is van het historische eerste landstitel van de Andalusische ploeg.
In het seizoen 2006-07 slaagde Malaga er niet in hun kampioenssucces te herhalen, mede door het feit dat de sterspeler van de ploeg, Jorge Garbajosa, naar de NBA verhuisde met de Toronto Raptors. Onder leiding van het duo Sanchez-Santiago maakte het door Scariolo gecoachte team niettemin een ongelooflijke reis in de Euroleague, waarbij het de Final 4 bereikte, waar het het moest afleggen tegen het CSKA Moskou van Ettore Messina en Theodōros Papaloukas. Malaga speelt de finale voor de derde plaats tegen Tau en wint na een hartveroverende wedstrijd. Aan het einde van het seizoen verlengde Sanchez zijn contract met Malaga niet en verhuisde naar Barcelona, maar het seizoen bleek teleurstellend te zijn. Sanchez besluit opnieuw te veranderen en aan het einde van het seizoen 2007/2008, na ook gescout te zijn door Lottomatica Roma, verhuist hij naar Real Madrid. Na een matig jaar besluit hij terug te keren om in Argentinië te spelen.
Met de Argentijnse nationale ploeg speelde hij in 2002 het Wereldkampioenschap, verloren in de finale tegen Joegoslavië, en de zegevierende Olympische Spelen van 2004 in Athene. Hij maakte ook deel uit van Argentinië op het Wereldkampioenschap 2006, waar zijn nationale ploeg slechts als vierde eindigde.

## Erelijst
- 1x Spaans landskampioen: 2006
- 1x Spaans bekerwinnaar: 2005
- 1x EuroLeague: 2002
- Olympische Spelen: 1x
- Wereldkampioenschap: 1x
- FIBA AmeriCup: 2x , 1x
- Zuid-Amerikaans kampioenschap: 1x
- FIBA Diamond Ball: 1x